# Rue de Belsunce
La rue de Belsunce est une voie de Nantes, en France.

## Situation et accès
Située dans le centre-ville de Nantes, la rue de Belsunce, qui relie la place Eugène-Livet à la rue Désiré-Colombe, est bitumée et ouverte à la circulation automobile en sens unique.

## Origine du nom
La voie a été baptisée en l'honneur de Henri François-Xavier de Belsunce de Castelmoron, évêque de Marseille, qui se signala par son dévouement pendant l'épidémie de peste qui frappa la capitale phocéenne en 1720-1721.

## Historique
La rue est créée en 1834, à l'emplacement de l'« allée Guimberteau », nom de la propriétaire qui céda son terrain.